# Erik Tegnér
Ne doit pas être confondu avec le joueur de tennis danois du début du XXe siècle Erik Tegner
Erik Tegnér, né le 15 septembre 1993 dans le 15e arrondissement de Paris, est un journaliste et militant politique d'extrême droite français.
Il est le fondateur et le directeur de la rédaction du média Frontières (anciennement Livre noir). Il est visé par plusieurs plaintes déposées à son encontre par d'anciens collaborateurs et employés.

## Biographie

### Jeunesse et formation
Erik Tegnér naît le 15 septembre 1993 à Paris. Son nom de famille et son prénom sont d'origine scandinave. Passant son enfance à Quessoy (Côtes-d'Armor), il est issu d'une famille liée au Front National (FN) : son grand-père Marcel Chéreil de La Rivière, ainsi que sa cousine Marie d'Herbais (ancienne épouse de Frédéric Chatillon et mère de Kerridwen Chatillon, ex-compagne de Jordan Bardella) sont des amis proches de Jean-Marie Le Pen,,,,. Sa tante, Cendrine Blot, est la deuxième épouse de Jean-Marie Le Chevallier, maire FN de Toulon de 1995 à 2001.
Il étudie le droit à l'université Panthéon-Assas, puis intègre une école de management à Grenoble. À la rentrée 2018, il entre en formation continue à l'Institut des sciences sociales, économiques et politiques (ISSEP), dirigé par Marion Maréchal, dont il est proche.

### Parcours politique
Il adhère en 2011 au Front national. Déçu par le « virage social » de Marine Le Pen, il soutient Nicolas Sarkozy à l'élection présidentielle de 2012. Il rejoint en 2014 l'Union pour un mouvement populaire (UMP), parti devenu Les Républicains (LR) l'année suivante.
En 2017, il est responsable des jeunes de DroiteLib, mouvement de Virginie Calmels,. Lors du congrès des Républicains de 2017, il dit avoir rencontré une majorité de jeunes LR prêts à s'allier avec le FN mais n'osant pas l'affirmer publiquement par crainte de sanctions de la direction du parti.
Il rompt avec Virginie Calmels en mai 2018, indiquant : « Quand j'étais avec elle, j'ai menti. Mais tout le monde ment. Une majorité de la base LR pense comme moi sur l'union des droites mais dit le contraire ». Il s'affiche dès lors en partisan d'une « union des droites » pouvant inclure jusqu'au Rassemblement national (ex-FN), prise de position qui l'oppose à la majorité des dirigeants de LR.
Candidat à la présidence des Jeunes Républicains en 2018, il dénonce « une forme de bien-pensance » au sein du parti et souhaite faire de l'élection « un référendum pour ou contre l’union des droites ». Il commence sa campagne avec une réunion à laquelle participent 300 personnes, dont Sébastien Chenu (Rassemblement national), Nicolas Dupont-Aignan (Debout la France), Jean-Frédéric Poisson (Parti chrétien-démocrate), Charles Millon (Droite libérale-chrétienne) ou encore Paul-Marie Coûteaux. Cette réunion fait dire à L'Express que « son carnet d'adresses est un bottin, en tout cas celui du Tout-Paris souverainiste et identitaire ». Il voit finalement sa candidature écartée par la direction du parti.
Devenu un proche de Marion Maréchal, qu'il qualifie de « seule chance de survie de LR », il décline l'offre de Nicolas Dupont-Aignan de figurer sur la liste de Debout la France aux élections européennes de 2019. En septembre 2019, après avoir lancé le mouvement conservateur Racines d'avenir, il est avec Sarah Knafo et François de Voyer — ancien candidat du Front national aux élections législatives de 2017 — l'un des trois organisateurs de la « Convention de la droite » visant à construire « une alternative au progressisme » et où s'expriment notamment Éric Zemmour et Marion Maréchal,,. Il apporte ensuite son soutien à la candidature du souverainiste Julien Aubert au congrès des Républicains.
En novembre 2019, après l'élection de Christian Jacob à leur tête, Les Républicains lancent une procédure d'exclusion à son encontre à l'initiative du nouveau secrétaire général, Aurélien Pradié, qui l'accuse d'être « le porte-parole de Marion Maréchal »,. Cette décision suscite des divisions au sein du parti : Erik Tegnér reçoit notamment le soutien des deux adversaires malheureux de Christian Jacob, Julien Aubert et Guillaume Larrivé, ou encore celui de François-Xavier Bellamy, tandis que le sénateur Sébastien Meurant évoque une « dérive stalinienne »,. Auditionné le 10 décembre, Erik Tegnér se défend d'avoir « franchi la ligne rouge » avec le RN, ce à quoi Aurélien Pradié répond que la « ligne rouge a changé » et que les personnalités prônant le dialogue avec le Rassemblement national doivent quitter le parti. Exclu du parti le lendemain, Tegnér dénonce une « purge » de la « frange conservatrice » au sein de LR. Les médias analysent cet épisode comme symptomatique de la difficulté du parti à se positionner entre La République en marche d'Emmanuel Macron et le RN.

### Depuis 2021:Livre noirpuisFrontières
En 2021 avec des proches de Marion Maréchal et Sarah Knafo, Erik Tegnér lance la chaîne YouTube Livre noir, média à la ligne éditoriale conservatrice et identitaire,, proche de l'extrême droite,,,,,, mais qui se présente comme indépendant. Son nom fait référence à un ouvrage publié par Éric Zemmour : Le Livre noir de la droite. L'équipe est initialement composée d'Erik Tegnér, François de Voyer, et Swann Polydor (développeur informatique), avant qu'un conflit ne divise l'équipe, les deux collaborateurs d'Erik Tegnér déposant plainte pour « abus de bien social » à son encontre.
Ce nouveau média s'inspire de la chaîne YouTube Thinkerview qui propose des entretiens abordant des sujets politiques et sociétaux. D'après Le Monde, à sa création, son but officieux est d'aider à la campagne électorale d'Éric Zemmour qui démarre à l'automne 2021 pour les présidentielles de 2022. D'après Mediapart, « qu’il s’agisse du profil de ses « journalistes » et de ses investisseurs, de son traitement éditorial ou encore de la place accordée à Éric Zemmour, tout rapproche plus Livre Noir d’une agence de communication que d’un site d’information »,. Arrêt sur images qualifie le média de « très zemmourienne chaîne YouTube ». Peu après son lancement, les trois investisseurs de départ se retirent et la chaîne, qui avait rencontré un certain succès pendant la campagne électorale, connaît des difficultés financières et des conflits internes, selon La Lettre A.
Dans le même temps, début 2021, Erik Tegnér est rémunéré par le Danube Institute (en) — « un think tank conservateur proche de Viktor Orbán » selon Télérama — pour un montant mensuel de 4 500 euros.
En mars 2022, un reportage avec les forces russes dans la ville assiégée de Marioupol est vivement critiqué par Arrêt sur images : « blog de Youtubeur plutôt que reportage », éléments non contextualisés, informations non vérifiées, éléments de langage pro-russes, absence de mention du siège et des bombardements russes… Pour les journalistes Loup Bureau et Andreï Vaïtovitch, les bases du journalisme et de la déontologie ne sont pas du tout respectées. La Revue des médias de l'INA vilipende également la vidéo, qui aurait pour objectif principal de dénoncer l'immigration en Europe, et donc de montrer que les Ukrainiens pourraient rester en Ukraine.
En 2022, les trois investisseurs de départ (Laurent Meeschaert, Tanguy de Vienne et Gérault Verny), qui avaient injecté 300 000 euros dans Livre noir, reprennent leurs parts, en raison de divergences quant à la ligne éditoriale « ouvertement identitaire » et devenue « servilement pro-russe » selon Libération et La Lettre A. La dizaine d'employés de Livre noir étaient également partis pour les mêmes raisons après le début de l'invasion de l'Ukraine par la Russie. En effet, le 8 mars 2022 les journalistes avaient reçu pour consigne d'« éviter à partir de maintenant de faire des choses critiques vis-à-vis de Poutine », de retirer les expressions « Poutine envahit l'Ukraine » et les « djihadistes tchétchènes » (pour qualifier une milice alliée au Kremlin), car Erik Tegnér s'apprêtait à se rendre dans le Donbass. D'anciens proches considèrent qu'Erik Tegnér a « vrillé » après que, notamment, il s'est rendu « au cœur des forces russes du Donbass ». Selon Libération, sa vidéo sur Marioupol est « bourrée d’éléments de langage qui semblent dictés par le Kremlin ». Le 9 mai 2022, il couvre le défilé militaire russe sur la place Rouge « depuis les tribunes interdites aux journalistes ».
Charles d'Anjou, également actionnaire principal du média Omerta de Régis Le Sommier et expert en sécurité privée installé à Moscou, prête de l'argent à Erik Tegnér et verse 16 200 euros au Livre noir. Le 12 octobre 2022, Erik Tegnér quitte la rédaction de Livre noir, confiée à Georges Jordi, ancien de Valeurs actuelles, mais reste « pleinement impliqué, dans l'ombre », selon La lettre A. Il travaille alors cependant pour Omerta.
En septembre 2023, Livre noir est relancé avec le soutien financier de Gérault Verny, proche d'Éric Zemmour. Xavier Driencourt, Loïk Le Floch-Prigent et Thibault de Montbrial rejoignent alors un « comité stratégique » du média. D'anciens collaborateurs dénoncent les dérives managériales d'Erik Tegnér et les mauvaises conditions de travail au sein de Livre noir. La dette du média s'élève à 90 000 euros en 2023.
Le 14 juin 2024, l'avocat d'Éric Ciotti affirme qu'Erik Tegnér avait été en mesure de voter, sous un faux nom, lors du bureau politique destiné à confirmer l'exclusion d'Eric Ciotti de son poste de président du mouvement.
En complément de ses fonctions à Livre noir, Erik Tegnér est également éditorialiste sur CNews, TPMP (émission de la chaîne C8) et Sud Radio.

## Prises de position
À la tête des jeunes de DroiteLib, Erik Tegnér loue le libéralisme économique de Virginie Calmels, qu'il qualifie de « très à droite sur l'identité et l'islam ». Il s'oppose alors à toute alliance avec le Front national, avant de changer de position l'année suivante, en raison notamment de la chute électorale de LR.
Partisan d'« une droite réactionnaire et identitaire, intransigeante sur l'islam et anti-étatiste », il soutient les positions de Matteo Salvini (en Italie) et Viktor Orbán (en Hongrie), dont il est fervent partisan, sur la question migratoire. En 2018, il déclare que « sans inversion des flux migratoires, sans politique nataliste active, sans réforme de notre système social qui est devenu une machine à attirer des étrangers, sans définition de la place que nous acceptons — ou non — d'impartir à l'islam, notre civilisation disparaîtra ».
Lors de sa campagne pour la présidence des Jeunes Républicains de 2018, il déclare : « J'ai choisi de me présenter parce qu'on n'a plus le temps. Il y a une question civilisationnelle, identitaire et démographique qui nécessite qu'en 2022, on accède au pouvoir ». L'Express le présente alors comme « la nouvelle valeur montante de l'alt-right (la droite alternative extrême) à la française ».
En 2022, peu après le début de l'invasion de l'Ukraine par la Russie, il se rend en Ukraine et en Russie afin de couvrir le conflit pour son média Livre noir. Il en revient en affirmant que la guerre est exagérée par les médias et évoque une possible « manipulation de la part du gouvernement ukrainien », et s'il assure avoir une vision assez objective du conflit, il sait qu'on va lui reprocher d'être pro-russe. Il s'inquiète de la vague de migrations occasionnée par le conflit, en affirmant que le conflit est peu meurtrier parmi les civils. Selon Le Monde et La Revue des médias, il participe en réalité à la désinformation et à la propagande pro-Kremlin,,.

## Accusations de violences et harcèlement au sein de la rédaction
En 2023, des anciens salariés de Livre noir dénoncent un management toxique de la part d'Erik Tegnér, incluant selon eux un climat général de pressions psychologiques, des menaces et du chantage affectif,.
En février 2025, une ancienne journaliste porte plainte contre Erik Tegnér pour harcèlement moral, agression sexuelle et violences,.